# Антипатър
Вижте пояснителната страница за други личности с името Антипатър.
Антипатър (на старогръцки: Αντίπατρος), син на македонския благородник Йолай, е македонски пълководец по времето на Филип II Македонски и Александър Велики. Той е основател на македонската царска фамилия Антипатриди. Той е регент на Древна Македония (334 – 319 г. пр. Хр.) и регент на Александровото царство (321 – 319 г. пр. Хр.).
Роден е в 397 г. пр. Хр. в Палиура. Антипатър е един от най-високопоставените пълководци през последните десет години от управлението на Филип II Македонски. По време на похода на Александър III Македонски на изток, Антипатър остава на Балканския полуостров като заместник на Александър в Македония и Гърция. През 331 г. пр. Хр., той потушава въстание на спартанците, а след смъртта на Александър през 323 г. пр. Хр. потушава и Ахейското въстание. Той е един от най-видните диадохи.
За свой наследник той определя Полиперхон. След смъртта на Антипатър през 319 г. пр. Хр., малко след завръщането му в Македония, Македонската империя започва да се разпада. Неговият син Касандър е против това решение и предизвиква така наречената Втора диадохска война.

## Фамилия
От брака си с вече неизвестна по име жена той има няколко деца:
- Касандър († 297 г. пр. Хр.), цар на Македония
- Йолай († 318 г. пр. Хр.)
- Фила († 287 г. пр. Хр.)
  - ∞ с Балакрос († 323 г. пр. Хр.)
  - ∞ с Кратер от Коринт († 320 г. пр. Хр.)
  - ∞ с Деметрий I Полиоркет († 283 г. пр. Хр.)
- Евридика († сл. 280 г. пр. Хр.), ∞ с Птолемей I Сотер
- Никанор († 317 г. пр. Хр. убит от Олимпия)
- Филип († сл. 312 г. пр. Хр.), баща на Антипатър II
- Алексарх († сл. 295 г. пр. Хр.), основател на Урануполи
- Плейстарх († сл. 295 г. пр. Хр.)
- Никея († пр. 302 г. пр. Хр.)
  - ∞ с Пердика († 321 г. пр. Хр.)
  - ∞ с Лизимах († 281 г. пр. Хр.)
- неизвестна дъщеря (Трипарадеис), ∞ с Александър от Линкестида († 330 г. пр. Хр.)